# 샤를로트 발랑드레
샤를로트 발랑드레(Charlotte Valandrey, 1968년 11월 29일~2022년 7월 13일)는 프랑스의 배우이다.

## 출연 작품
- 여배우에 관한 모든 것(2009)
- 올란도(1993)
- 페르낭의 눈(1987)
- 붉은 키스(1985)